# Sad Wings of Destiny
| 전문가 평가                   | 전문가 평가 |
| 평가 점수                     | 평가 점수   |
| 출처                          | 점수        |
| ----------------------------- | ----------- |
| AllMusic                      | [ 1 ]       |
| Encyclopedia of Popular Music | [ 2 ]       |

《Sad Wings of Destiny》는 영국의 헤비 메탈 밴드 주다스 프리스트가 1976년 3월 23일에 발매한 두 번째 스튜디오 음반이다. 주다스 프리스트가 사운드와 이미지를 공고히 한 음반으로 평가되며, 이후 〈Victim of Changes〉와 〈The Ripper〉 등의 곡이 라이브 스탠다드가 됐다. 이 음반은 드러머 앨런 무어가 피처링한 이 밴드의 유일한 음반이었다.
리프를 중심으로 한 사운드와 롭 핼퍼드의 폭넓은 보컬로 유명한 이 음반은 퀸, 딥 퍼플, 블랙 사바스 같은 그룹들에서 영감을 받아 다양한 스타일, 분위기, 질감을 선보인다. 중심곡인 〈Victim of Changes〉는 8분 길이의 트랙으로, 고음의 보컬과 연장된 기타 리드, 그리고 끝부분을 향해 느리고 무디게 부서지는 것이 특징이다. 〈Tyrant〉와 〈The Ripper〉는 짧고 밀도 높은 고출력 로커로 많은 부분과 변화를 가지고 있다. 리프와 솔로들이 〈Genocide〉, 〈Island of Domination〉, 〈Deceiver〉를 장악하고, 밴드는 피아노로 뒷받침되는 〈Epitaph〉와 무드러진 〈Dreamer Deceiver〉에서 더 많은 여유로운 순간을 찾는다.
《Sad Wings of Destiny》는 좋은 반응을 얻었지만 판매량은 약했다. 이 밴드는 빡빡한 예산으로 독립된 걸 레이블로 그들의 첫 두 음반을 녹음했다. 그들 자신을 부양하기 위해 부업으로 일하면서 하루 한 끼를 먹고 산 후, 이 그룹은 재정적인 상황에 좌절했고 CBS 레코드와 다음 음반인 《Sin After Sin》(1977년)을 계약했다. 그들의 계약을 파기하는 것은 《Sad Wings of Destiny》에 대한 권리, 그리고 그 데모 녹음이 걸의 손에 넘어가는 결과를 낳았다. 돌이켜보면 이 음반은 헤비 메탈 역사상 가장 중요한 음반 중 하나로 호평을 받았고, 이후 주다스 프리스트 음반뿐만 아니라 음반의 이미지와 스타일도 많은 후기 메탈 밴드들에게 영향을 미치고 있다.

## 배경
주다스 프리스트는 1969년 버밍엄의 산업용 웨스트브로미치에서 결성되었다. 공동 창립자인 브라이언 "브루노" 스테펜힐은 블랙 사바스와 비슷한 밴드의 이름을 원했다. 주다스 프리스트는 블랙 사바스가 스포트라이트에서 사라지기 시작할 때까지 중요한 청중을 찾지 못했지만, 그 밴드들은 동시대의 사람들이었고 둘 다 버밍엄 출신이었다. 그 밴드의 기타리스트 글렌 팁톤과 K. K. 다우닝은 노래 편곡의 헤비 리플링과 복잡성이 버밍엄의 공장에서 영감을 받았다고 말했다.
1974년 주다스 프리스트의 첫 번째 음반인 《Rocka Rolla》가 발매될 때까지, 라인업 변경이 너무 많아 원 멤버가 남아 있지 않았다. 첫 번째 음반은 다양한 영향을 받은 스타일들의 혼합을 보여주었고, 그 밴드는 공연과 제작이 실망스럽다고 생각했다. 이 밴드는 1975년까지 가끔 낄낄거리며 때로는 핑크 페어리스, UFO와 같은 밴드들과 무대를 공유하기도 했다. 드러머 존 힌치는 논란이 되는 이유로 밴드를 떠났고, 밴드의 초기 화신에서 드럼을 친 앨런 무어로 1975년 10월 교체되었다.

## 발매
《Sad Wings of Destiny》는 1976년 3월 23일 발매되었으며, 같은 달 〈The Ripper〉가 〈Island of Domination〉을 후원하는 싱글로 등장했다. 이 음반은 처음에 미국의 야누스 레코드에 의해 출판되고 배포되었다. 음반에는 A-사이드와 B-사이드의 역전이 있어 〈Prelude〉가 2면을, 〈Victim of Changes〉가 1면을 열었고, 소매에는 〈Prelude〉가 1면을 열게 했다.
이 음반은 처음에는 상업적인 성공을 거의 거두지 못했고 펑크 록의 등장으로 인한 비판적인 경쟁으로 주목을 받는데 어려움을 겪었다. 이 밴드는 1976년 4월 6일부터 6월 20일까지 영국 헤드라이닝 투어로 이 음반을 지원했다. 이 음반은 영국에서 48위로 정점을 찍었고, 1989년에 골드를 받았다. 《Sad Wings of Destiny》는 리치 블랙모어의 레인보우에서 《Rising》과 스콜피언스에서 《Virgin Killer》가 발매된 같은 해 70년대 후반의 다른 영향력 있는 메탈 음반들과 동시에 도착했다.

## 곡 목록
| #  | 제목                  | 작사·작곡                                     | 재생 시간 |
| -- | --------------------- | --------------------------------------------- | --------- |
| 1. | 〈Victim of Changes〉 | 알 앳킨스, 글렌 팁톤, 롭 핼퍼드, K. K. 다우닝 | 7:47      |
| 2. | 〈The Ripper〉        | 팁톤                                          | 2:50      |
| 3. | 〈Dreamer Deceiver〉  | 핼퍼드, 다우닝, 팁톤, 앳킨스                  | 5:51      |
| 4. | 〈Deceiver〉          | 핼퍼드, 다우닝, 팁톤                          | 2:40      |

| #  | 제목                     | 작사·작곡            | 재생 시간 |
| -- | ------------------------ | -------------------- | --------- |
| 5. | 〈Prelude〉              | 팁톤                 | 2:02      |
| 6. | 〈Tyrant〉               | 핼퍼드, 팁톤         | 4:28      |
| 7. | 〈Genocide〉             | 핼퍼드, 다우닝, 팁톤 | 5:51      |
| 8. | 〈Epitaph〉              | 팁톤                 | 3:08      |
| 9. | 〈Island of Domination〉 | 핼퍼드, 다우닝, 팁톤 | 4:32      |